# Yadkin County
Yadkin County är ett administrativt område i delstaten North Carolina, USA. År 2010 hade countyt 38 406 invånare. Den administrativa huvudorten (county seat) är Yadkinville.

## Geografi
Enligt United States Census Bureau har countyt en total area på 873 km². 868 km² av den arean är land och 5 km² är vatten.

### Angränsande countyn
- Surry County – norr
- Forsyth County – öster
- Davie County – syd-sydöst
- Iredell County – syd-sydväst
- Wilkes County – väster